# Parachrysopiella talquensis
Parachrysopiella talquensis là một loài côn trùng trong họ Chrysopidae thuộc bộ Neuroptera. Loài này được Penny miêu tả năm 1996.